# Westoek
Westoek is een Belgisch biermerk, gebrouwen door De Struise Brouwers, Oostvleteren. Het bier worden gebrouwen op vraag van Waterloo Beverages in San Francisco.

## Naam
De naam van het bier verwijst naar de Westhoek, de streek in West-Vlaanderen waar het bier gebrouwen wordt. Alleen wordt het bier zonder de letter h geschreven.

## De bieren
Er zijn twee varianten:
- Westoek X is een blond bier van hoge gisting met een alcoholpercentage van 6%.
- Westoek XX is een tripel met een alcoholpercentage van 8%.

Beide bieren worden in verschillende landen verkocht.